# بيل سيمبسون
بيل سيمبسون (بالإنجليزية: Bill Simpson)‏ هو سائق سباق أمريكي، ولد في 14 مارس 1940.